# Коренчук Ананій Францович
Ананій Францович Коренчук (1865 — ?, після 1907) — селянський депутат II Державної думи від Волинської губернії, чорносотенець.

## Біографія

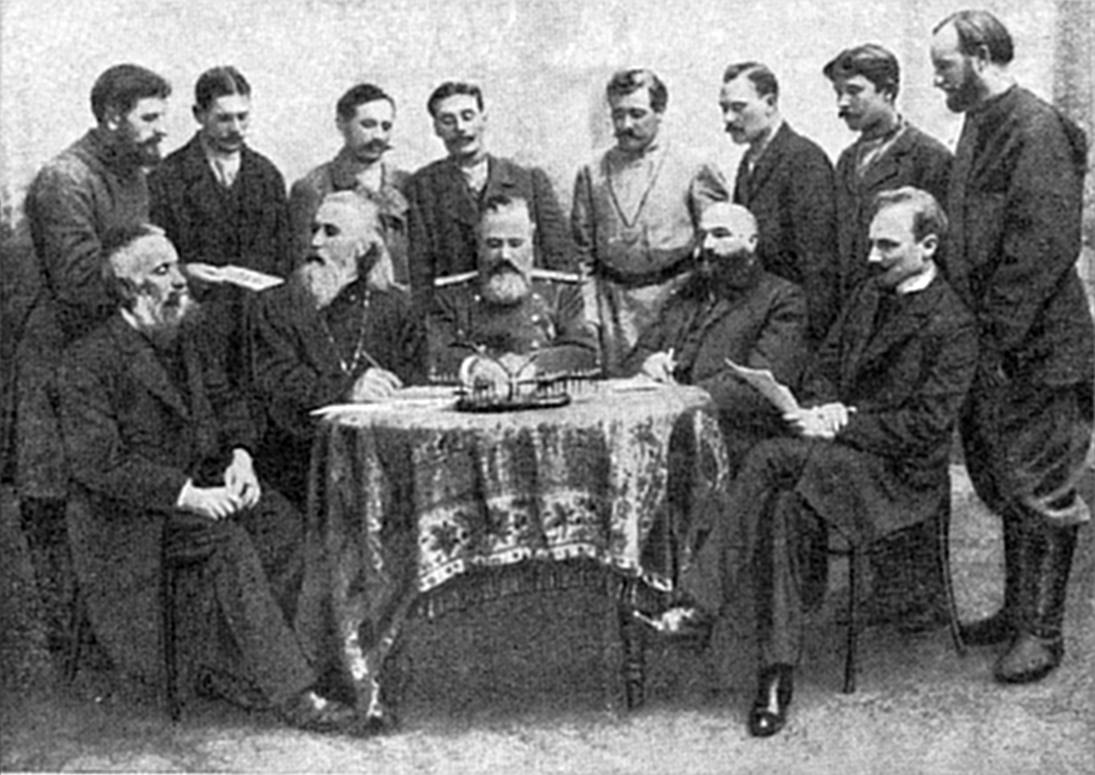
Члени ІІ Державної думи від Волинської губернії. Сидять: І.Ф. Дрбоглав, Д.Й.Герштанський, Г.Є.Рейн, Г.М. Бєляєв, В.В. Шульгін ; Стоять: П.С. Васюхник, О.К.Бас, А.Ф. Коренчук, І.С. Ющук, В.С. Калішук, М.Ф. Гаркавий, М.А. Ігнатюк, М.М. Никончук

Православний селянин села Борки Турійської волості Ковельського повіту Волинської губернії.
Закінчив церковно-парафіяльну школу. Займався землеробством (мав 3½ десятини надільної землі). Був членом Союзу російського народу, тобто чорносотенцем.
6 лютого 1907 року обраний у II Державну думу від загального складу виборщиків Волинського губернських виборчих зборів. Був безпартійним, але входив до групи правих. Підписав заяву групи поміркованих селян із аграрного питання. Брав участь у депутації правих думців-селян, які удостоїлися аудієнції Миколи II 14 квітня 1907 року.
Після Третьочервневого перевороту підписав телеграму на ім'я імператора з вдячністю за розпуск Думи і зміну виборчого закону. 
Подальша доля невідома.